# Valea Ursului (okręg Ardżesz)
Valea Ursului – wieś w Rumunii, w okręgu Ardżesz, w gminie Bascov. W 2011 roku liczyła 908 mieszkańców.